# Ferropapikeïta
La ferropapikeïta és un mineral de la classe dels silicats que pertany al grup del nom arrel papikeïta.

## Característiques
La ferropapikeïta és un amfíbol de fórmula química NaFe2+₂(Fe2+₃Al₂)(Si₅Al₃O22)(OH)₂. Va ser aprovada com a espècie vàlida per l'Associació Mineralògica Internacional l'any 2020, sent publicada en el mes de febrer de 2022. Cristal·litza en el sistema ortoròmbic. La seva duresa a l'escala de Mohs és 6.
L'exemplar que va servir per a determinar l'espècie, el que es coneix com a material tipus, es troba conservat a les col·leccions mineralògiques del departament d'història natural del Museu Reial d'Ontario, a Ontario (Canadà), amb el número de catàleg: m60100.

## Formació i jaciments
Va ser descoberta a Filipstad, al comtat de Värmland (Suècia). També ha estat descrita a la mina Kutemajärvi, situada a la localitat d'Orivesi (Pirkanmaa, Finlàndia), a la mina Kawai, a la ciutat d'Ena (Gifu, Japó), i a la pedrera la Juanona, a Antequera (Màlaga, Espanya).